# Cuenca de Pamplona
Cuenca de Pamplona (en euskera Iruñerria) és una comarca de Navarra. Està delimitada amb criteris estrictament físics i engloba a la capital, Pamplona, així com a la seva àrea metropolitana.

## Descripció
Consisteix en una gran vall de forma ovalada - la "conca" - creat i perfilat pel riu Arga i varis dels seus afluents, entre els quals destaquen l'Ultzama, Elorz i Arakil, els quals desemboquen a l'Arga en diferents punts de la comarca. Conviuen en ella dos espais humans ben diferenciats: l'àrea urbana de Pamplona, densament poblada i compacta, i la perifèria rural que circumda a l'anterior. La colonització de la perifèria segueix el model d'expansió urbana de la taca d'oli o mitjançant la creació de satèl·lits residencials i industrials.

## El "nucli" de la conca
És la part central, urbanitzada, densament construïda i poblada. Continguda totalment a l'àrea metropolitana de Pamplona, la integren els municipis de: 
- Antsoain: 8.175 habitants el 2002.
- Aranguren: 4.244.
- Atarrabia: 9.803.
- Barañain: 22.017.
- Beriain: 2.836.
- Berriobeiti: 1.345.
- Berriozar: 6.735.
- Burlata: 17.647.
- Eguesibar: 3.314.
- Ezkabarte: 1.335.
- Galar: 1.256.
- Goñi: 192.
- Pamplona: 189.364.
- Noain: 4.070.
- Orkoien: 1.492.
- Uharte: 3.169.
- Zizur Nagusia: 11.950.
- Zizur Zendea: 1.597.

## La perifèria
Existeix un conjunt de valls i cendees que orlen el nucli des del nord fins a l'oest, donant a la comarca una forma asimètrica, notòriament expandida en direcció nord-oest. La conformen: 
- Ollaran,
- Cendea d'Itza
- Vall de Gulina
- Vall de Juslapeña
- Olaibar
- Tiebas-Muru Artederreta
- Etxauri
- Zabaltza
- Ziritza
- Bidaurreta
- Etxarri
- Belaskoain

Només Ezkabarte pertany a l'àrea metropolitana. Són nuclis purament rurals, no obstant això molts compten amb petites urbanitzacions i acullen segones residències.

## Òrgan de gestió
Existeix un organisme supramunicipal, la Mancomunitat de la Comarca de Pamplona, que gestiona conjuntament per als municipis membres el cicle integral de l'aigua, la recollida d'escombraries i el Transport Urbà Comarcal (TUC). Cal ressenyar que aquest ens l'integren molts altres municipis que no pertanyen a la Conca de Pamplona des de l'òptica de la Geografia Física (Monreal, Esteribar, Ultzama…), però sí que queden interrelacionats amb ella intensament a través de desplaçaments pendulars diaris i dependències accentuades en serveis.